# 레그마토돈속
레그마토돈속(Regmatodon)은 털깃털이끼목에 속하는 이끼 속의 하나이다. 레그마토돈과(Regmatodontaceae)의 유일속으로 5종으로 이루어져 있다.

## 하위 종
- Regmatodon declinatus
- Regmatodon gracillimus
- Regmatodon nietneri
- Regmatodon orthostegius
- Regmatodon polysetus